# Marijuana: America illegale
Marijuana: America illegale (Weed Country) è un programma televisivo statunitense in cui si parla del Triangolo di Smeraldo, una località selvaggia situata al confine tra California e Oregon in cui proliferano le coltivazioni di marijuana. I contadini dediti a questa attività in una sola estate possono guadagnare milioni di dollari, oppure 40 anni di galera. Il documentario racconta nel dettaglio vizi e virtù dell'“oro verde”, analizzandolo da ambedue le parti, coltivatori e consumatori contro poliziotti armati fino ai denti alla ricerca di piantagioni all'interno di questo triangolo verde.

## Episodi
| n° | Titolo originale       | Titolo italiano           | Prima TV USA     | Prima TV ITA    |
| -- | ---------------------- | ------------------------- | ---------------- | --------------- |
| 1  | Welcome to the Garden  | Benvenuti in giardino     | 20 febbraio 2013 | 3 ottobre 2013  |
| 2  | Smugglers' Blues       | Spaccio                   | 27 febbraio 2013 | 10 ottobre 2013 |
| 3  | Rippers                | Giardino devastato        | 6 marzo 2013     | 17 ottobre 2013 |
| 4  | Unarmed and Dangerous  | Disarmati                 | 13 marzo 2013    | 24 ottobre 2013 |
| 5  | Evil Around The Corner | Il male è dietro l'angolo | 20 marzo 2013    | 31 ottobre 2013 |
| 6  | Harvest Hell           | L'inferno del raccolto    | 27 marzo 2013    | 7 novembre 2013 |

## Critiche
Al pari di Moonshiners è stata criticata l'artificiosità di questo docu-realty. Inoltre, viene criticata per le inesattezze e la denigrazione della marijuana ad uso medico.

## Cast[2]
- Mike Boutin
- Tawni Boutin
- Matt Shotwell
- Sheriff Jon E. Lopy
- Sergeant Mike Gilley
- Nathaniel Morris
- B.E. Smith
- Lieutenant Matt Thomson

## Distribuzione internazionale
- Italia: DMAX